# Nagroda Korczaka
Nagroda Korczaka (pełna nazwa: Nagroda im. Janusza Korczaka) – polska nagroda przyznawana od 2022. Organizatorem Nagrody jest Uczelnia Korczaka – Akademia Nauk Stosowanych w Warszawie. Nagroda przyznawana jest przez Kapitułę powołaną przez Uczelnię Korczaka – Akademię Nauk Stosowanych we współpracy z Międzynarodowym Stowarzyszeniem Janusza Korczaka (IKA – International Janusz Korczak Association) oraz Polskim Stowarzyszeniem Janusza Korczaka. Nagrody i wyróżnienia przyznawane są osobom i instytucjom za wybitne osiągnięcia w dziedzinie edukacji, opieki nad dziećmi oraz promowania praw dziecka. Nagroda nosi imię Janusza Korczaka, ma na celu upamiętnienie jego dziedzictwa oraz inspirowanie działań na rzecz dzieci i młodzieży.

### Kategorie[6]
- Nagroda Główna – przyznawana osobom o szczególnym dorobku w pracy na rzecz dzieci i młodzieży
- Nagroda dla Liderów – dla osób, które wprowadzają zmiany w myśl korczakowskich idei i praktyk
- Nagroda dla Instytucji – dla placówek, które działają na rzecz dzieci i młodzieży
- Nagroda Specjalna za upowszechnianie idei i dorobku Janusza Korczaka za granicą
- Nagroda Specjalna – dla badaczy i popularyzatorów dziedzictwa intelektualnego Janusza Korczaka

## Laureaci
- 2022 – pierwsza edycja, 79 zgłoszeń; nagrody otrzymało 13 osób i instytucji, Kapituła przyznała również 14 wyróżnień[7]
- 2023 – ponad 120 zgłoszeń, podczas gali 18 maja w Muzeum Polin w Warszawie Kapituła przyznała 13 nagród oraz 12 wyróżnień[8]
- 2024 – 150 zgłoszeń, podczas gali 17 maja w Muzeum Polin w Warszawie Kapituła przyznała 17 nagród oraz 9 wyróżnień[9]
- 2025 – 143 zgłoszenia od osób i instytucji z całego kraju, podczas gali 22 maja w Muzeum Polin w Warszawie Kapituła przyznała nominacje do nagrody 26 osobom oraz 24 instytucjom[10].

Nagrodę im. Janusza Korczaka otrzymali m.in.: Małgorzata Chmielewska, Wanda Traczyk-Stawska, Iwona Pietrzak-Płachta Małgorzata Swędrowska, Janina Ochojska, Marta Florkiewicz-Borkowska, Justyna Suchecka, Zbigniew Jakubas, Jerzy Owsiak.